# Lucapinella
Lucapinella is een geslacht van weekdieren uit de klasse van de Gastropoda (slakken).

## Soorten
- Lucapinella aequalis (G. B. Sowerby I, 1835)
- Lucapinella callomarginata (Dall, 1871)
- Lucapinella canalifera (G. Nevill & H. Nevill, 1869)
- Lucapinella crenifera (G. B. Sowerby, 1835)
- Lucapinella delicata Nowell-Usticke, 1969
- Lucapinella elenorae McLean, 1967
- Lucapinella gaylordae Preston, 1908
- Lucapinella henseli (Martens, 1900)
- Lucapinella limatula (Reeve, 1850)
- Lucapinella milleri Berry, 1959
- Lucapinella versluysi Dautzenberg, 1900